# 弗拉迪克·德梅内塞斯
弗拉迪克·班代拉·梅洛·德梅内塞斯（葡萄牙語：Fradique Bandeira Melo de Menezes；1942年3月21日—），圣多美和普林西比政治家，2001年至2011年任总统。
1942年，德梅内塞斯在圣多美出生，父亲是葡萄牙人，母亲是本地人。他在葡萄牙完成高中课程，然后在布鲁塞尔自由大学修读教育及心理学。他在1986年及1987年间任圣多美和普林西比外交部长。2001年7月，他以55.2%的得票率击败米格尔·平托·达科斯塔，获选为该国总统。德梅内塞斯在2001年9月3日正式上任。但因为他也是葡萄牙公民，他的候选人资格被质疑。随后他放弃葡萄牙国籍，正式被确认为候选人。2003年7月16日当德梅内塞斯身在尼日利亚时，费尔南多·佩雷拉发动军事政变，推翻德梅内塞斯，但他在同月23日恢复权力。
2006年7月30日，德梅内塞斯以60.58%的得票率击败前总统米格尔·特罗瓦达的儿子帕特里斯·特罗瓦达，再次当选总统。